# Чернухино (Харовский район)
Чернухино — деревня в Харовском районе Вологодской области.
Входит в состав Кубенского сельского поселения, с точки зрения административно-территориального деления — в Кубинский сельсовет.
Расстояние до районного центра Харовска по автодороге — 22 км, до центра муниципального образования Сорожина по прямой — 3 км. Ближайшие населённые пункты — Куницыно, Осипиха, Филинское.
По переписи 2002 года население — 19 человек.